# 디자인스톰
주식회사 디자인스톰 (Designstorm Co., Ltd.)은 대한민국의 3D 애니메이션회사다.
1997년에 설립했으며, 본사는 서울특별시 강남구 논현동에 있다.

## 원작 작품
출시된 작품
- 아이언 키드 (Iron Kid) 2006년
- 뚜바뚜바 눈보리 (Noonbory and the Super Seven) 2009년
- 드림킥스 (Dreamkix) 2010년

미공개 작품
- 쿵야 어드벤처 (Koongya Adventure)